# Te Deum (Brukner)
Te Deum delo je austrijskog kompozitora Antona Bruknera (WAB 45). Komponovano je za kvartet vokalnih solista (sopran, alt, tenor i bas), mešoviti hor, orgulje i orkestar. Posle Šarpentjeovog i Berliozovog, Bruknerov Te deum je treći najbolji i najraskošniji. 
Nastao je 1886. godine i traje oko 22 minuta. Izvodi se kao samostalno koncertno delo, ali i kao finale Devete Bruknerove Simfonije.

## Analiza dela
Počinje svečano i snažno, molitvom Te Deum laudamus, a nastavlja se molitvom za tenor solo Te ergo quaesumus. Treća molitva, Aeterna fac, ponovo nastupa svečano i snažno, dok četvrta, Salvum fac, populum tuum počinje slično kao Te ergo, ali kod Per singulos Dies i Dignare Domine dobija vlastiti tok, sa karakterističnim basovskim solom Et rege eos. Finalna peta molitva je fuga In te Domine speravi, sa karakterističnim koralom u trombonima, na koji se hor nadovezuje svojim non confundar. To je karakteristično ispovedanje vere, koje predvode soprani iz hora, zajedno sa drvenim duvačima. Ispovedanje vere se najpre smiruje i na kraju ponovo izbija i okončava se u svečanom tonu svih izvođača i monumentalnom zvuku fanfara.